# Batalha de Tiferno
A Batalha de Triferno foi uma importante batalha da Terceira Guerra Samnita, travada em 297 a.C., perto da cidade de Triferno, na qual a República Romana venceu um exército samnita, um resultado que levaria à decisiva Batalha de Sentino, que finalmente levou os romanos ao domínio completo da Itália central.

## Contexto
A Terceira Guerra Samnita irrompeu por causa de uma disputa territorial perto de Neápolis, em 298 a.C., como uma última tentativa dos samnitas de evitar o domínio romano. Roma enviou dois exércitos contra Sâmnio, liderados pelos experientes cônsules Quinto Fábio Máximo Ruliano e Públio Décio Mus, cada um com 20 000 homens. O exército samnita era maior, com cerca de 25 000 guerreiros e, por isso, seu objetivo era vencer cada um dos exércitos romanos em separado. Os samnitas armaram então uma emboscada para a força de Fábio Ruliano num vale estreito perto de Triferno, mas os batedores do general romano descobriram a armadilha e não entraram no vale. Temendo a chegada iminente do outro exército, os samnitas saíram do seu esconderijo e se prepararam para uma batalha campal. Ruliano aceitou o desafio.

## Batalha
Depois do choque inicial entre as linhas de combate, os samnitas começaram a levar vantagem. Percebendo que a vitória não seria possível num combate direto, Fábio Ruliano retirou os hastados de uma de suas legiões e os enviou em segredo, sob o comando do tribuno Lúcio Cornélio Cipião Barbato, numa tentativa de flanquear o inimigo e chegar até as colinas atrás dos samnitas, de onde deveriam depois atacá-los. As ordens eram de que eles deveriam realizar um ataque coordenado com uma poderosa carga de cavalaria à frente da linha samnita. O plano deu completamente errado: a carga aconteceu cedo demais e foi repelida. Um contra-ataque samnita quase conseguiu romper a linha romana e, quando Barbato apareceu nas colinas, seu destacamento foi confundido pelos samnitas com a vanguarda de Décio Mus, o que seria um desastre para eles, o que levou a uma fuga. Os samnitas deixaram para trás 23 estandartes e 3 400 mortos. Outros 830 foram capturados.
Décio Mus estava, na realidade, muito distante dali, na região sul de Sâmnio.